# Maurice Manificat
Maurice Manificat (n. 4 aprilie 1986, Sallanches, Rhône-Alpes, Franța) este un schior de fond ce a reprezentat Franța, medaliat olimpic. A participat la 3 ediții ale Jocurilor Olimpice (2010, 2014, 2018) în care a câștigat o medalie de bronz.